# إيرين ماكجي
إيرين ماكجي (بالإنجليزية: Irene McGee) هي مدونة صوتية أمريكية، ولدت في 1976.

## وصلات خارجية
- إيرين ماكجي على موقع IMDb (الإنجليزية)